# 1888

## Esdeveniments
Països Catalans
- 1 de gener: fundació del Centre Republicà Democràtic Federalista de Poblenou
- 26 de gener, Barcelona: S'estrena l'òpera Carmen al Gran Teatre del Liceu.[1]
- 7 de febrer, Barcelona: Àngel Guimerà estrena Mar i cel al Teatre Romea.[2]
- 30 d'abril, Barcelona: Joan Maragall publica L'Oda infinita, un poema que recull la seva teoria poètica.[3]
- 20 de maig, Barcelona: s'inaugura l'Exposició Universal de Barcelona.[4]
- 2 de juny, Barcelona: Apareix la publicació anarquista Tierra y Libertad, que dirigeix Federico Urales.[5]
- 7 de juny, Barcelona: S'inaugura el Teatre Calvo-Vico, a la Gran Via de les Corts Catalanes.[6]
- S'inicia la publicació de l‘Ateneo Obrero de Badalona.

Resta del món
- Mooseheart, Illinoisː Es funda el Loyal Order of Moose.
- 5 de maig, San Juan (Puerto Rico): Es funda el Banco Español de Puerto Rico
- 4 de setembre, Rochester (Nova York), EUA: George Eastman patenta la seva càmera amb la marca Kodak i la publicita amb el lema "You push the button, we do the rest" ("vostè premi el botó, que nosaltres ja farem la resta").
- 8 de setembre, Anglaterra: es juguen els sis primers partits de la Football League, el primer campionat nacional de lliga de la història del futbol.[7]
- 30 de setembre, Londres, Anglaterra: Jack l'Esbudellador hi assassina la tercera i la quarta víctimes: Elizabeth Stride i Catherine Eddowes
- 25 de desembre, Tórshavn, Illes Fèroe: Reunió de Nadal. Trobada d'intel·lectuals feroesos que va marcar el tret de sortida del moviment nacional feroès.[8]

## Naixements
Països Catalans
- 1 de gener - Maspujols, Baix Camp: Higini Anglès i Pàmies, capellà i musicòleg català (n. 1968).
- 17 de gener - Barcelona: Eugeni Xammar i Puigventós, periodista, diplomàtic i traductor català.
- 9 d'abril - Lleida, Segrià: Pius Font i Quer, botànic, farmacèutic i químic català (m. 1964).[9]
- 16 d'abril - Sant Feliu de Guíxols: Edelmira Anglada Esteba, pianista, cantant i compositora catalana (m. 1938).[10]
- 31 de maig - Barcelona: Domènec Carles i Rosich, fou un pintor i escriptor català (m. 1962).[11]
- 30 de juny - Barcelona: Júlia Peraire, model pictòrica i parella del pintor Ramon Casas (m. 1941).[12]
- 18 de juliol - Molins de Rei, Baix Llobregat: Margarida Xirgu i Subirà, actriu uruguaianocatalana.[13]
- 1 de setembre - Castelló d'Empúries, Alt Empordà: Josep Blanch i Reynalt, músic, compositor de sardanes i director de cobla (m. 1954).[14]
- 2 de setembre, Ciutat de Mallorca: Margalida Amengual, Na Cativa, laica mallorquina, proclamada venerable per l'Església catòlica (m. 1919).[15]
- 7 de setembre - Maella, Baix Aragó-Casp: Aurora Folquer i Pedret, pintora catalana.[16]
- 23 de novembre - Molins de Rei: Caterina Casas Maymó, pionera del municipalisme femení (m. 1974).[17]
- 24 de desembre - Valls: Cèsar Martinell i Brunet, arquitecte de les “catedrals del vi” (m. 1973).[18]
- El Vendrell: Maria Julivert Aulés, pintora, esperantista i feminista catalana (m. 1968).[19]

Resta del món
- 23 de gener,
  - Budapest, Àustria-Hongria: Bianca Stagno Bellincioni, cantant i actriu italiana (m. 1980).[20]
  - Cracòvia, Àustria-Hongria: Jerzy Gablenz, compositor polonès.[21]
- 24 de gener, Viena, Àustria: Vicki Baum, escriptora austríaca (m. 1960).[22]
- 28 de gener, Normanby, Yorkshire, Regne Unit: Maurice Besly, compositor i director d'orquestra anglès.
- 12 de febrer, Madrid: Clara Campoamor Rodríguez, advocada, escriptora, política i defensora dels drets de la dona (m. 1972).[23]
- 20 de febrer, Neuilly-sur-Seine (França): Georges Bernanos, escriptor francès (m. 1948).[24]
- 27 de febrer, Perleberg, Alemanya: Lotte Lehmann, soprano alemanya i nord-americana.[25]
- 9 de març, Tarassona, Aragó: Raquel Meller, cantant, cupletista.[26]
- 10 de març, Dublín, Irlanda: Barry Fitzgerald, actor irlandès.(m. 1961).[27]
- 20 de març, Madrid: Maria Rodrigo Bellido, pianista i compositora espanyola (m. 1967).[28]
- 26 de març, Sant Petersburg: Elsa Brändström, infermera i filantropa sueca, l'«Àngel de Sibèria» (m.1948).[29]
- 10 de maig, 
  - Viena, Imperi Austrohongarès: Maximilian Raoul Walter Steiner, conegut com a Max Steiner, compositor de música per al cinema (m. 1971).
  - Sutton Coldfieldː Lucy Wills, hematòloga anglesa que descobrí l'àcid fòlic.[30]
- 21 de maig, Indianàpolis, Indiana: May Aufderheide, compositora estatunidenca de ragtime (m. 1972).[31]
- 8 de juny, Euskirchen: Frieda Robscheit-Robbins, patòloga nord-americana (m. 1973).[32]
- 24 de juny, Utrech (Països Baixos): Gerrit Rietveld, arquitecte i dissenyador neerlandès (m. 1964).[33]
- 28 de juny, Budapest: Stefi Geyer, violinista hongaresa (m. 1956).[34]
- 2 de juliol, Priluki, Imperi Rus: Selman Abraham Waksman, bioquímic, Premi Nobel de Medicina o Fisiologia de 1952 (m. 1973).[35]
- 5 de juliol, Platteville, Wisconsin (EUA): Herbert Spencer Gasser, metge nord-americà, Premi Nobel de Medicina o Fisiologia de 1944 (m. 1963).[36]
- 10 de juliol, Volos (Grècia): Giorgio de Chirico, pintor, escultor i escenògraf italià (m. 1978).
- 17 de juliol, Bútxatx (Imperi austrohongarès): Shmuel Josef Agnon, escriptor israelià, Premi Nobel de Literatura de l¡'any 1966 (m. 1970).[37]
- 22 de juliol, Chicago, EUA: Raymond Chandler, escriptor nord-americà (m. 1959).
- 16 d'agost, Tremadog (Gal·les): Thomas Edward Lawrence, conegut com a T. E. Lawrence, fou un militar i funcionari britànic reconegut per la funció d'enllaç que va dur a terme durant la Rebel·lió Àrab (m. 1935).[38]
- 16 de setembre, Hämeenkyrö, Finlàndia: Frans Eemil Sillanpää, escriptor finlandès, Premi Nobel de Literatura 1939 (m. 1964).
- 19 de setembre, Sea Bright, Nova Jersey, Estats Units: James Alexander, matemàtic estatunidenc (m. 1971).
- 26 de setembre, Londres: T. S. Eliot, escriptor, Premi Nobel de Literatura (m. 1965).
- 27 de setembre, Moscou, Imperi Rus: Nikolai Bukharin, líder revolucionari soviètic (m. 1938).
- 2 d'octubre, Cartago, Costa Rica: Ángela Acuña Braun, primera advocada a l'Amèrica Central (m. 1983).[39]
- 14 d'octubre, Wellington, Nova Zelanda: Katherine Mansfield, escriptora modernista neozelandesa (m. 1923).[40]
- 16 d'octubre, 
  - Milà: Cia Fornaroli, ballarina, coreògrafa i actriu italiana (m. 1954).[41]
  - Nova York, Estats Units: Eugene O'Neill, dramaturg estatunidenc, Premi Nobel de Literatura de 1936 (m. 1953).
- 9 de novembre, Cognac, França: Jean Monnet, economista francès i un dels “pares de la Unió Europea”.
- 18 de novembre, San Francisco: Frances Marion, periodista i guionista estatunidenca.[42]
- 6 de desembre, Jaitz, Navarra: Emiliana de Zubeldía, pianista i compositora navarresa.[43]
- 28 de desembre, Bielefeld, Imperi Alemany: F. W. Murnau, director de cinema alemany (m. 1931).[44]
- Nablus: Muhammad Izzat Darwaza, nacionalista palestí (m. 1984).
- Innsbruck: Anton Konrath, director d'orquestra austríac.
- Múnic: Walter Harburger, compositor i musicòleg alemany.
- São Martinho de Galegos, Barcelos, Portugal: Rosa Ramalho, escultora i ceramista portuguesa (m. 1977).[45]

## Necrològiques
Països Catalans
- 27 de febrer - València: Ciril Amorós i Pastor, advocat i polític valencià (n. 1830).
- 2 de setembre - Barcelona: Josep Viñas i Díaz, guitarrista, compositor, professor de música i director d'orquestra català (n. 1823).[46]

Resta del món
- 31 de gener - Castelnuovo Don Bosco, Piemont: Joan Bosco, eclesiàstic i pedagog italià, fundador de la Congregació Salesiana i la de les Filles de Maria Auxiliadora.
- 6 de març - Boston, Massachusetts: Louisa May Alcott, escriptora nord-americana, reconeguda per la novel·la Donetes.[47]
- 9 de març - Berlín (Alemanya): Guillem I de Prússia, Rei de Prússia (n. 1797)[48]
- 11 de setembre - Asunción, Paraguai: Domingo Faustino Sarmiento, polític i escriptor en castellà d'origen argentí (n. 1811).
- 30 de setembre - Lenox, Massachusetts: Eunice Newton Foote, física i climatòloga pionera.[49]
- 17 de novembre - Florència: Dora d'Ístria, intel·lectual i escriptora romanesa (m. 1828).[50]